# Jacqui Uttien
Jacqui Marie Uttien (nascida em 11 de dezembro de 1964) é uma ex-ciclista australiana que competiu pela Austrália nos Jogos Olímpicos de Verão de 1992.